# Decaisnea insignis
Decaisnea insignis là một loài thực vật có hoa trong họ Lardizabalaceae. Loài này được (Griff.) Hook.f. & Thomson mô tả khoa học đầu tiên năm 1854.